# Église de la Conversion de Saint Paul (Riverie)
Koordinaten: 45° 35′ 56,7″ N, 4° 35′ 17,8″ O
Die Kirche Pauli Bekehrung (französisch Église de la Conversion-de-Saint-Paul) in Riverie ist eine römisch-katholische Filialkirche, die der Bekehrung des Apostels Paulus geweiht ist.
Die aus groben Feldsteinen bestehende, außen unverputzte, rechteckige Hallenkirche liegt am nördlichen Rand innerhalb der alten Befestigungsanlage, die den Ort umschloss auf ca. 730 m. Sie gehört damit zu den am höchsten gelegenen Gebäuden der Gemeinde. Die Kirche aus romanischer Zeit wurde 1670 erstmals von einem Uhrmachermeister erwähnt, der dort Reparaturen durchgeführt hatte.

## Baubeschreibung
Das Eingangsportal, über dem der Glockenturm aufragt, ist nach Osten ausgerichtet. Nach Süden sind Wohnhäuser angebaut, im Norden verläuft eine Gasse, auf deren gegenüberliegender Seite sich die Grundschule des Ortes befindet. Die Schule ist auf den Grundmauern der ehemaligen Burg errichtet worden, von der noch Reste erhalten sind. Die Schaufassade ist sehr schlicht gehalten und wird von einem gedeckten Giebel (Dreiecksgiebel) bekront. Nur das Portal ist aufwändiger gestaltet. Es wird von zwei Schein-Portalen begrenzt, die eine Verdachung tragen. Vorgelagert ist eine halbrunde Steintreppe. In den beiden Seitenschiffen sind zwei kleinere, schmucklose Türen eingelassen, die rechts in den Glockenturm und links in einen Lagerraum führen. Über dem Portal ist in der Wand ein Fenster in Form einer Fensterrose eingelassen, das von einem Wappen gekrönt wird. Dieses Wappen ist mit der Jahreszahl 1693 versehen und kennzeichnet den Abschluss der Umbauten an dieser Kirche durch den damaligen Landesherren, Graf Jean-Claude Grimod-Bénéon (1688–1713).
Mit der Säkularisation wurde das Inventar 1796 verkauft. Die Kirche selbst nahm keinen Schaden. In dem halben Jahrhundert danach war die Gemeinde von 500 auf 600 Seelen angewachsen und es fand wieder ein reges Gemeindeleben statt. Im Chor wurde ein weißer, marmorner Altar des Lyoner Bildhauers Jean-Baptiste Cony (1828–1873) aufgestellt. Aus dieser Zeit sind auch die Holzvertäfelungen, die in Intarsienarbeit unter anderem Bildnisse von Christus am Kreuz, die Jungfrau Maria, Johannes der Evangelist darstellen. Dazu gehört aus der gleichen Werkstatt auch ein Beichtstuhl, der den Geist des 17. Jahrhunderts widerspiegelt. 1892 wurde der Kirchturm um einige Meter erhöht. Aus der Zeit vor diesem Umbau existiert eine Illustration von Joannès Drevet, auf dem der ältere Zustand zu sehen ist.
Zu Beginn des 20. Jahrhunderts wurden ältere, aus bemaltem Holz gearbeitete Altäre durch Marmor ersetzt. Die Seitenkapellen erhielten neue Buntglasfenster. Insgesamt wurde die Inneneinrichtung maßgeblich verändert. Die vier Seitenkapellen sind gewidmet dem Heiligsten Herz Jesu, Josef von Nazaret, der Jungfrau Maria und Sankt Paul. Die geschnitzte Kanzel, auf der Jesus mit dem Kreuz zu sehen ist, sowie vier Evangelisten und zwei stilisierte Löwenköpfe, ist von 1903 aus der Werkstatt Bruyas und Baud. Die Eingangstür ist ebenfalls aus dem ersten Jahrzehnt und entstammt der Werkstatt Boisand, ebenfalls aus Lyon.
Die Einwohnerzahl von Riverie schrumpfte bis in die Mitte der 1970er Jahre auf 160 Personen. Das Kircheninnere wurde ihres sämtlichen Schmuckes beraubt, indem die Putze von den Wänden geschlagen wurden in der Hoffnung, mittelalterliche Spuren zu finden, jedoch ohne nennenswertes Ergebnis. Der Fußboden, der über die Jahrhunderte aus versetzten Steinplatten bestanden hatte, wurde zubetoniert, um eine einheitliche Fläche zu erhalten. Das Geläut wurde auf elektromechanisch umgerüstet. Es klingt auf F-Moll mit den drei Glocken, die auf f, as und c gestimmt sind.

## Armreliquiar
Zu den Kirchenschätzen gehört ein Armreliquiar aus vergoldeter Bronze, das den rechten Unterarm der Heiligen Ursula darstellt. Dieses Reliquiar wurde 1509 für Claude de Laurencin (1450–1532), Stadtrat der Stadt Lyon und von 1513 bis 1532 Grundherr von Riverie, und seine Frau Sybille Bullioud angefertigt. Die mit einer Lilienblüte versehene Reliquie wurde ihnen von Anne de Bretagne geschenkt, die die heilige Ursula als zweite Schutzherrin gewählt hatte und auf die Sybille Bullioud als Hofdame wartete. Da Claude de Laurencin die Baronie von Riverie 1513 gekauft hatte, wurde das Reliquiar wahrscheinlich an diesem Tag oder bei seinem Tod um 1532 der Pfarrkirche geschenkt.

## Kirchenfenster
Das Rosettenfenster über der Eingangstür ist sehr schlicht mit weißem Glas und einem stilisierten, vierblättrigen Kleeblatt geschmückt, das ein Malteserkreuz innehat und von Blumenmotiven umgeben ist. Womöglich stammt es aus dem nahen Schloss und wurde beim Umbau der Kirche am Ende des 17. Jahrhunderts transloziert. Die übrigen sechs Rechteckfenster sind lebhaft gestaltet, zwei davon befinden sich im Chor. Diese beiden Buntglasfenster sind wahrscheinlich aus der ersten Hälfte des 19. Jahrhunderts während der Amtszeit des Paters Michel Rouand. Die vier im Kirchenschiff sind jünger. Sie stammen aus dem Jahr 1901.